# Ellis-sziget
Az Ellis-sziget (angolul Ellis Island) kis sziget az USA-ban, a New York-i kikötő bejáratánál, a Hudson folyó torkolatában, a Felső New York-i öbölben.
Írott történelme 1630-ig nyúlik vissza. 1892–1954 között ez a sziget volt a legforgalmasabb bevándorlást ellenőrző állami állomás.
A szigetet feltöltéssel bővítették 1892–1934 között. Előtte ezen a kis szigeten a Gibson erőd működött, majd később ez lőszerraktár lett. 1965-től a sziget a Szabadság-szobor Nemzeti Műemlék része, és 1990 óta itt van Bevándorlási Múzeum. 1998-tól a sziget nagyobb része New Jersey-hez tartozik. A sziget déli részén található a bevándorlók kórháza, mely zárva van a nyilvánosság előtt és része az emlékműkomplexumnak.
A sziget 2017 óta a világörökség javaslati listáján szerepel.

## Geográfia, elérhetőség
A sziget területe 11 ha. Eredetileg 1,3 ha volt, de folyamatosan feltöltötték az évek során.
A sziget tulajdonosa  1808-tól az Amerikai Egyesült Államok szövetségi kormánya, a működtetést a Nemzeti Park Szolgálat (National Park Service) végzi.
A nagyközönség komphajóval érheti el, mely vagy Jersey City-ből vagy Manhattan déli csücskéből (Battery Park) indul. Van egy híd összeköttetés is, de ezt nem használhatják a látogatók.
2001. szeptember 11. óta a szigetet fegyveres őrök felügyelik.

## Bevándorlókat ellenőrző állomás

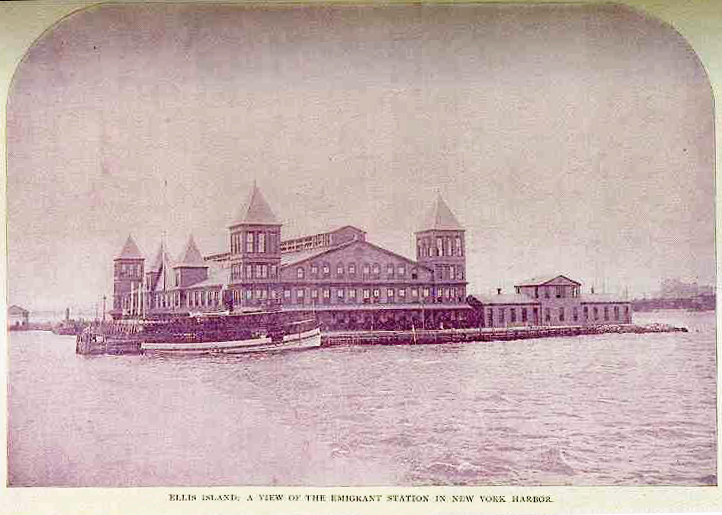
Az első ellenőrző állomás (1897)

Mielőtt Ellis Island megnyílt, közel 8 millió bevándorló érkezett New York-ba. Ezt a tömeget Manhattan alsó végén, egy egykori erődben – a Castle Clintonban – kialakított állomáson ellenőrizték. A szövetségi kormány 1890-ben átvette az irányítást és létrehozta az első szövetségi ellenőrző állomást a szigeten. Az első ellis island-i, emigránsokat ellenőrző állomás 1892. január 1-jén nyílt meg. Az első állomás fából épült, ami 1897-ben teljesen leégett. Azután éghetetlen anyagból újjáépítették. 
A sziget területe nem volt elégséges az emigránsok ellenőrzésére, ezért feltöltötték, megnagyobbították a szigetet. 1892-ben, egy ünnepség keretében nyitották meg az új állomást. Az első évben közel 450 000 emigráns haladt át az ellenőrző állomáson.

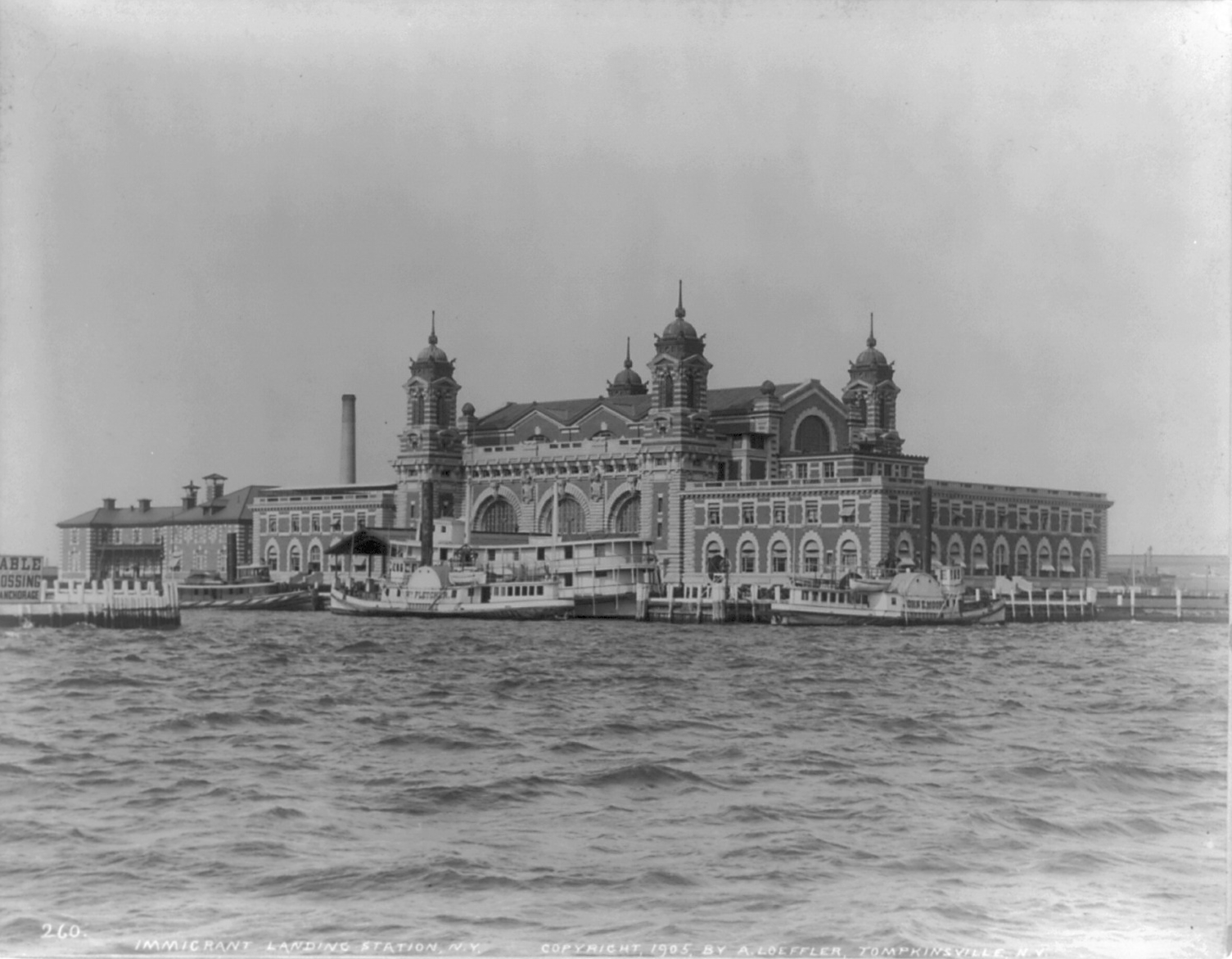
A második ellenőrző állomás (1905)

Megnyitása óta, több mint 12 000 000 emigráns haladt át az ellenőrző állomáson 1954-ig, amikor végleg bezárták. Az ellis island-i bevándorlási rekord éve 1907 volt, amikor 1 004 756 emigráns érkezett.
Az 1924-es Emigránstörvény után az emigrációt a külföldi követségeken intézték, az állomáson csak a gyanús emigránsokat ellenőrizték és a háborús menekülteket.
Az USA lakosságának egyharmada vezetheti vissza őseit az Ellis-szigeti bevándorló állomásig.
Az állomásra érkező bevándorlók átlagosan 2-5 órát töltöttek a szigeten, ezalatt 29 kérdésre kellett válaszolniuk. A bevándorlóknak rendelkezniük kellett  kezdőtőkével (18-25 dollár). Akinek egészségügyi problémája volt, azt vagy hazaküldték, vagy a szigeten lévő kórházban ápolták. A bevándorolni szándékozók 2%-át utasították el.
Az első világháború alatt német szabotázsakció során felrobbant a kikötő egy része.

## Fogva tartás, deportálás

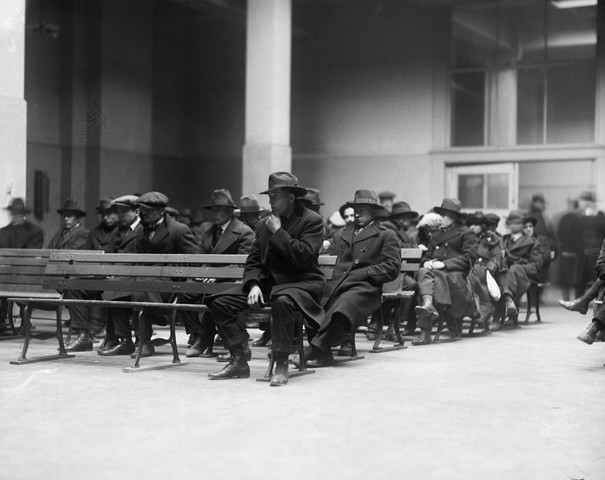
Deportálásra váró radikálisok (1920)

1924 után Ellis Island elsődlegesen büntetőintézménnyé vált.
A második világháború alatt és után, közel 7000 német, olasz és japán nemzetiségű embert tartottak fogva, a kémkedést, és szabotázst megelőzendő. Később amerikai katonákat is kezeltek itt, akik betegen tértek haza. Az 1950-es biztonsági törvény megtiltotta fasiszta vagy kommunista szervezetek tagjainak a beengedését az USA-ba.
A fogvatartottak csúcsszáma 1500 volt, de az 1952-es törvény után már csak 30-an „élvezték” az Ellis Island-i kényszertartózkodást. Az utolsó fogvatartott egy iszlám radikális mozgalom tagja volt 1953-ban.

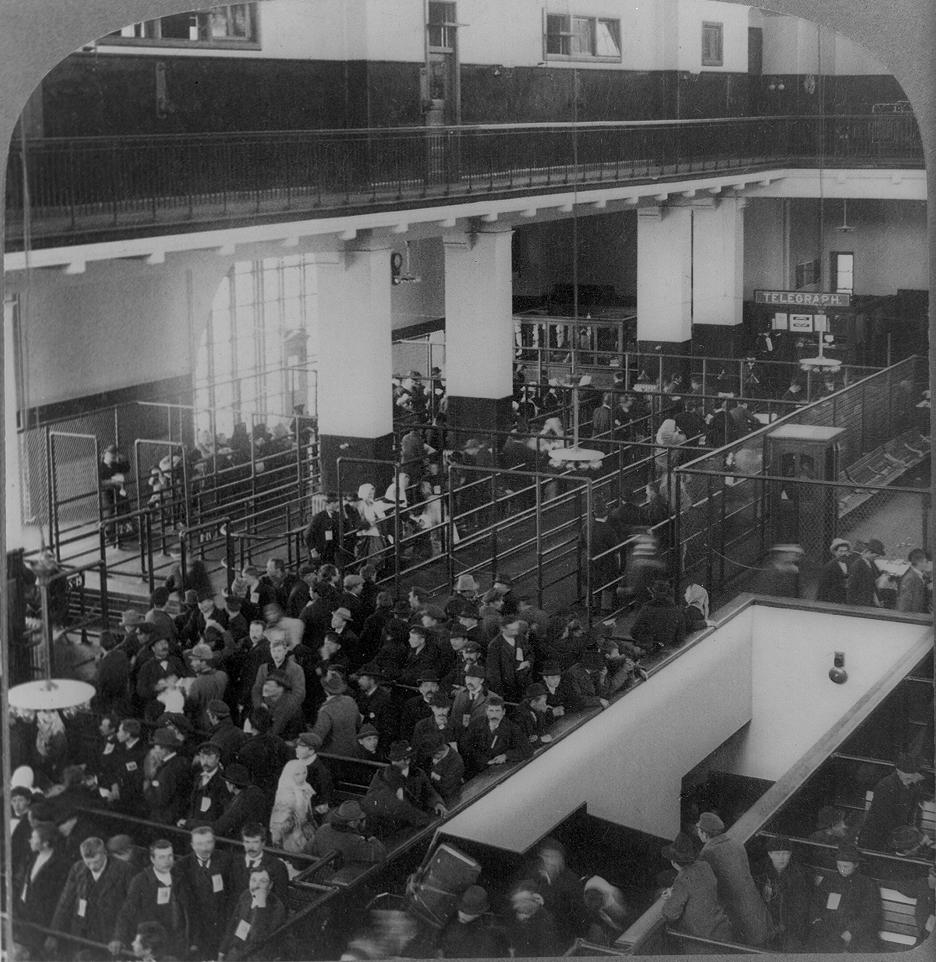
Emigránsok érkezése (1904)

## Nevezetes emigránsok
Az első emigráns, aki áthaladt Ellis-szigeten, Annie Moore volt, egy 15 éves lány, aki Írországból érkezett 1892-ben a Nevada nevű hajóval. Két bátyjával érkezett a szüleihez, és egy arany tízdollárost kapott a bevándorlási illetékesektől, ennyi pénz addig még soha nem volt a kezében. Az utolsó személy, aki emigránsként áthaladt, egy norvég bevándorló volt, Arne Peterssen 1954-ben.

## Bevándorlási múzeum

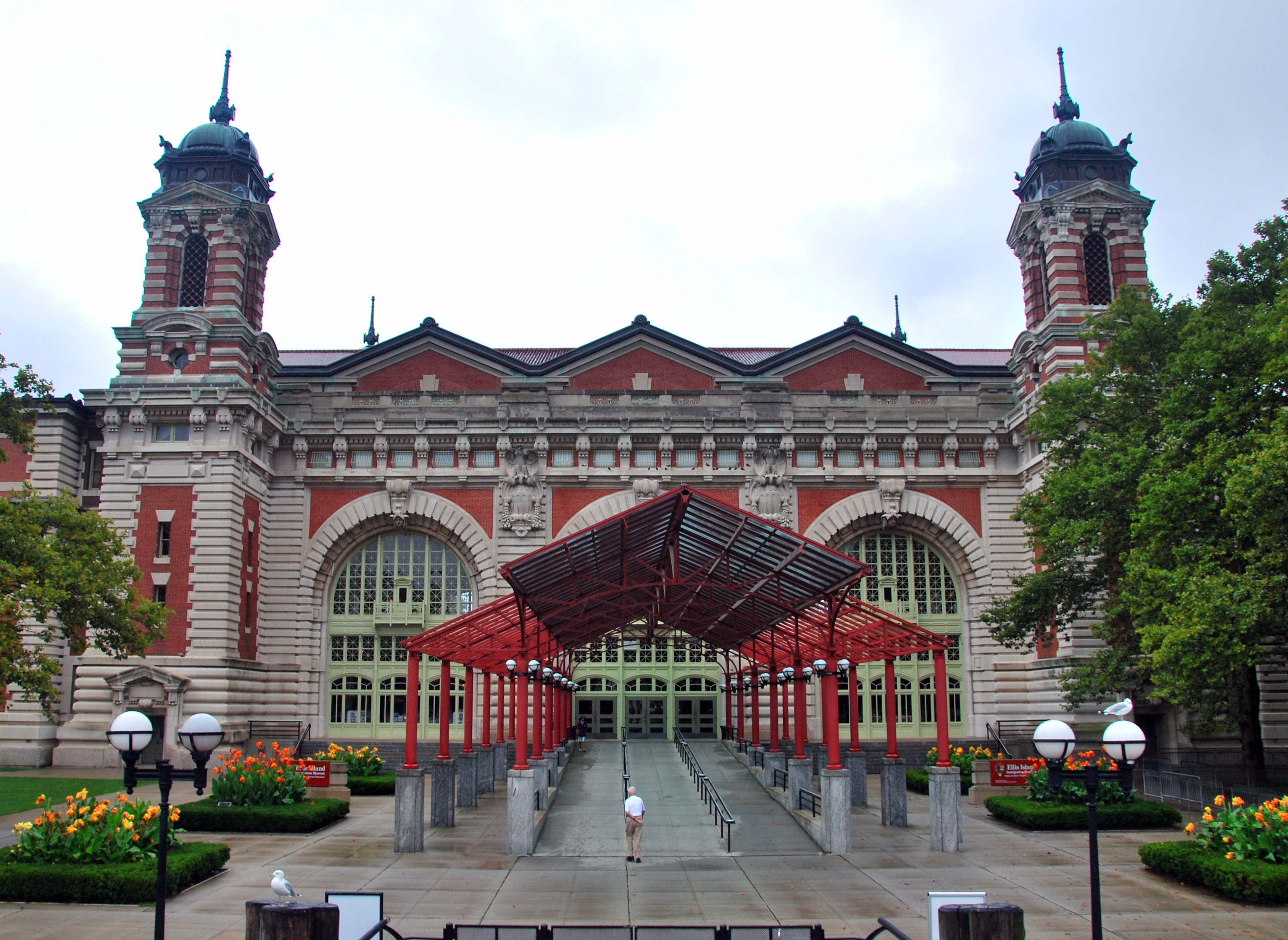
Bevándorlási Múzeum

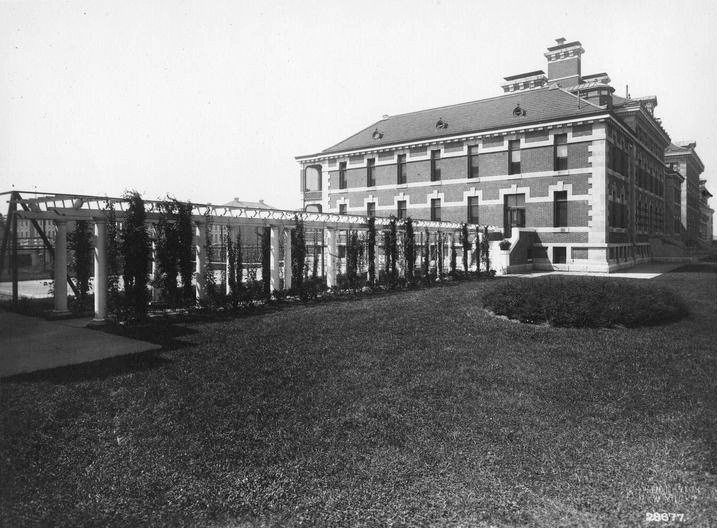
Az emigránsok kórháza

Az állomás fő épülete, mely 1990 óta a Bevándorlási Múzeum, 1900-ban nyílt meg. Az épület két tervezője, Edward Lippincott Tilton és William Alciphron Boring, aranyérmet kaptak az 1900-as párizsi világkiállításon.
Miután 1966-ban az Ellis-sziget a nemzeti parki rangot elnyerte, az eredeti épületek restaurációja is elkezdődhetett.
150 millió dollár költséggel restaurálták az épületek egy részét, a fő épület 1990. szeptember 10-én készült el.
A restauráció folyamatban van, mert még néhány épület a déli részen nincs kész.
2008-ban a múzeum könyvtárát Bob Hope Emlékkönyvtárnak nevezték el, az egykori állomáson áthaladt, később híressé vált személyiségről.
Évente, egy ünnepség keretén belül, Ellis Island Tisztelet-Díj-at adományoznak az egykori bevándorlóknak.
Az Ellis-sziget számos játék- és dokumentumfilmben szerepelt.